# Kadarsanomys sodyi
Kadarsanomys sodyi (Bartels, 1937) è l'unica specie del genere Kadarsanomys (Musser, 1981), endemica dell'Isola di Giava.

## Etimologia
Il genere è dedicato a Sampurno Kadarsan, già direttore del Museo di Zoologia di Bogor ed esperto di parassiti dei mammiferi, combinato con il suffisso -mys, riferito alle forme simili ai topi. L'epiteto specifico è dedicato invece a Henri Jacob Victor Sody, zoologo olandese esperto di roditori asiatici.

## Descrizione

### Dimensioni
Roditore di piccole dimensioni, con lunghezza della testa e del corpo tra 162 e 210 mm, la lunghezza della coda tra 246 e 305 mm, la lunghezza del piede tra 37 e 44 mm, la lunghezza delle orecchie tra 20 e 25,3 mm e un peso fino a 230 g.

### Caratteristiche craniche e dentarie
Il cranio è compatto e di forma rettangolare, con un rostro tozzo, una scatola cranica allungata e le arcate zigomatiche parallele. Gli incisivi sono lisci, larghi ed arancioni, i molari presentano una corona bassa.
Sono caratterizzati dalla seguente formula dentaria:

### Aspetto
La pelliccia è soffice e densa. Il colore del dorso è marrone scuro, cosparso di peli giallastri, i fianchi e le guance sono bruno-grigiastre, mentre le parti ventrali sono bianche. Gli occhi sono circondati da anelli nerastri. Le orecchie sono marrone chiare e ricoperte di fini peli brunastri. Il dorso delle zampe è coperto da sottili peli bruni. Gli artigli sono color crema. Le zampe sono lunghe e larghe. Il palmo delle mani ha tre cuscinetti interdigitali e due plantari, i piedi hanno invece quattro cuscinetti interdigitali e due plantari. La coda è più lunga della testa e del corpo ed è uniformemente marrone chiara, con circa 9 anelli di scaglie per centimetro. Le femmine hanno un paio di mammelle pettorali, un paio post ascellari e due paia inguinali.

## Biologia

### Comportamento
È una specie arboricola.

## Alimentazione
Si nutre probabilmente di Bambù. Individui sono stati osservati mentre producevano fori di 3-4  di diametro su canne rigide.

### Riproduzione
Sono stati osservati nidi di foglie secche che contenevano 4 piccoli nel mese di gennaio. Inoltre sono stati catturati giovani immaturi in giugno.

## Distribuzione e habitat
Questa specie è endemica della parte occidentale dell'Isola di Giava.
Vive nelle foreste di Bambù intorno a 1.000 metri di altitudine.

## Conservazione
La IUCN Red List, considerato l'areale ristretto, la distribuzione frammentata e il continuo degrado del proprio habitat, classifica K.sodyi come specie vulnerabile (VU).